# B/E Aerospace
B/E Aerospace est un équipementier américain présent dans l'aéronautique, spécialisé dans l'aménagement des intérieurs d'avions commerciaux.

## Histoire
En juin 2014, B/E Aerospace acquiert deux équipementiers, Emteq, une entreprise américaine spécialisée dans les systèmes lumineux et F+E Fischer + Entwicklungen, une entreprise allemande spécialisée dans la fabrication de sièges pour hélicoptère, pour 470 millions de dollars.
En octobre 2016, Rockwell Collins annonce l'acquisition de B/E Aerospace pour 6,4 milliards de dollars.
Le titre est retiré de la cotation NASDAQ (code BEAV).